# Paralelo 62 N
O Paralelo 62 N é um paralelo no 62° grau a norte do plano equatorial terrestre.

## Dimensões
Conforme o sistema geodésico WGS 84, no nível de latitude 62° N, um grau de longitude equivale a 52,4 km; a extensão total do paralelo é portanto 18.863 km, cerca de 47 % da extensão do Equador, da qual esse paralelo dista 6.877 km, distando 3.125 km do polo norte.

## Cruzamentos
Começando pelo Meridiano de Greenwich e tomando a direção leste, o paralelo 62° Norte passa sucessivamente por:
| País, território ou mar | Notas                                                                                       |
| ----------------------- | ------------------------------------------------------------------------------------------- |
| Oceano Atlântico        | Mar da Noruega                                                                              |
| Noruega                 | Ilhas de Vågsøy e Barmøya, continente - norte de Flora                                      |
| Suécia                  | norte de Söderhamn                                                                          |
| Mar Báltico             | Golfo de Bótnia                                                                             |
| Finlândia               | pouco ao sul de Kristinestad                                                                |
| Rússia                  | Vai de Sortavela (Carélia do norte), passando pelo Lago Onega, indo até o Oblast de Magadan |
| Baía de Penjin          |                                                                                             |
| Rússia                  | Península de Kamchatka                                                                      |
| Oceano Pacífico         | Mar de Bering                                                                               |
| Estados Unidos          | Alasca                                                                                      |
| Canadá                  | Yukon Territórios do Noroeste - passa pelo Grande Lago do Escravo Nunavut                   |
| Baía de Hudson          |                                                                                             |
| Canadá                  | Ilha Mansel, Nunavut                                                                        |
| Baía de Hudson          |                                                                                             |
| Canadá                  | Península Ungava, Quebec                                                                    |
| Estreito de Hudson      |                                                                                             |
| Canadá                  | Ilha Baffin, Nunavut                                                                        |
| Oceano Atlântico        | Mar do Labrador                                                                             |
| Gronelândia             | Sul                                                                                         |
| Oceano Atlântico        |                                                                                             |
| Ilhas Feroé             | Ilhas Koltur, Streymoy e Nólsoy                                                             |
| Oceano Atlântico        | Mar da Noruega                                                                              |